# Komyoji
Komyoji (jap.光明寺, Kōmyō-ji) ist eine 1994 in Wien von Volker Zotz unter Mitwirkung von Kōshō Ōtani gegründete Institution, die sich dem Kulturaustausch und der philosophischen Begegnung Europas mit den Kulturen und Ländern des Buddhismus und des Konfuzianismus widmet. Der vollständige Name lautet Komyoji – Eurasischer Humanismus und Interkulturelle Spiritualität.

## Name
Die von Volker Zotz und Kōshō Ōtani gewählte Bezeichnung „Komyoji“ soll gleichnishaft die Aufgabe der Institution zum Ausdruck bringen: „光 – Kō heißt Licht, ein universelles Sinnbild für Erkenntnis und Orientierung. 明 – Myō wird aus den Symbolen für Sonne und Mond gebildet. Das Zeichen qualifiziert Licht somit als klar und glänzend. (...) 寺 – Ji bezeichnet einen Tempel. ‚Kōmyōji’ steht somit für einen Ort, an dem das klare Licht der Erkenntnis im transkulturellen Dialog im Besonderen zwischen Europa und Asien in die Zukunft weisende Einsichten vermitteln sollen.“ In seiner Festansprache zur Gründung von Komyoji nahm Volker Zotz programmatisch Bezug auf eine Reihe chinesischer und japanischer Tempel die diesen Namen trugen, darunter ein Tempel des chinesischen Buddhisten Shandao (613–681).

## Der Gründer
Dem deutsch-österreichischen Philosophen und Religionswissenschaftler Volker Zotz (* 1956), der einen großen Teil seines Lebens in Japan und Indien lebte, ist der interkulturelle Dialog ein besonderes Anliegen. Er ist durch zahlreiche Veröffentlichungen zu Themen des Buddhismus und Konfuzianismus hervorgetreten, darunter die Bücher Geschichte der buddhistischen Philosophie und Mit Buddha das Leben meistern. Benedikt Maria Trappen fasst die Intentionen von Volker Zotz folgendermaßen zusammen: „Die interkulturelle Hermeneutik verdankt ihm nicht nur die Begriffe der ‚interkulturellen Spiritualität’ und des ‚eurasischen Humanismus’. Aus der Auseinandersetzung mit dem Buddhismus hervorgegangene Fragen und Einsichten beleuchten die Grundprobleme der Hermeneutik, im Besonderen im interkulturellen Kontext, neu und setzen nachhaltige Impulse für die schöpferische Auseinandersetzung mit dem Eigenen und dem Fremden. Seine Forschungen weisen immer wieder eindringlich darauf hin, dass beim Versuch des Verstehens nicht nur Achtsamkeit gefordert ist im Hinblick auf mögliche Projektionen, den eigenen biografischen und kulturellen Hintergrund sowie unterschiedliche Sprachwelten, Stile und damit verbundene Fragen der Übersetzung. Schwerer wiegen vor allem in Auseinandersetzung mit Nāgārjuna gewonnene grundsätzliche Einsichten der Unangemessenheit abendländischer Logik und Fragestellungen für die Rezeption östlicher Traditionen.“

## Hintergrund und Geschichte
Der Impuls zur Gründung von Komyoji geht auf Lama Anagarika Govinda zurück, der Volker Zotz in den 1980er Jahren anregte, eine Einrichtung zum Studium und für die Praxis des Denkens und der Spiritualität Süd- und Ostasiens zu schaffen. Nach dem Tod Govindas 1985 unterstützte Kōshō Ōtani aus Kyōto der 23. Patriarchen der Jōdo-Shinshū Honganji-ha das Projekt. Angehörige eines Komitees aus Wissenschaftlern, Schriftstellern und Künstlern verschiedener Länder begleiteten das Vorhaben als inhaltliche und organisatorische Ratgeber. Hierzu gehörten neben anderen der japanische Buddhologe Hisao Inagaki, die US-amerikanische Schriftstellerin Ruth Tabrah, der im World Congress of Faiths von Francis Younghusband tätige Brite Jack Austin, der japanische Religionsphilosoph Takamaro Shigaraki, Rektor der Ryūkoku-Universität, und der ungarische Buddhismuskundler Ernő Hetényi. Unterstützt wurde die Gründung zudem von mehreren Äbten japanischer Tempel, darunter Kanritsu Asuka (飛鳥 寬栗), Abt des Tempels des Zenkōji (善興寺) in Takaoka, Doki Keisai (土岐 慶哉), Abt des Tempels Senpukuji (専福寺) in Takaoka und Nasu Nobuo, Abt des Enkyū-Tempels in Inukami in der Präfektur Shiga.
Die Gründung wurde in einem Festakt in Wien unter Anwesenheit zahlreicher Unterstützer aus Asien, den USA und Amerika am 7. August 1994 vollzogen. Volker Zotz und Koshō Ohtani hielten programmatische Ansprachen. Der Gründung voraus ging am 5./6. August 1994 ein Symposion „The Philosophy of Salvation in Buddhism“ am Afro-Asiatischen Institut in Wien, das gemeinsam mit der „International Association of Shin Buddhist Studies“ (Kyōto) veranstaltet wurde. Die Aktivitäten von Komyoji wurden seit der Gründung von einem Förderverein „Buddhistisches Seminar“ mit Sitz in Wien getragen. Am 25. Oktober 2006 erfolgte die Gründung eines Träger- und Fördervereins mit Sitz in Waidhofen an der Thaya. Seit der Gründung fanden Veranstaltungen von Komyoji meist in Wien und im Waldviertel statt. Seit 2006 wird Komyoji von der Kulturanthropologin Birgit Zotz als Präsidentin geleitet.

## Inhaltliche Ausrichtung und Tätigkeit
Komyoji bietet Bildungsprogramme zu den Wegen der Spiritualität und den philosophischen Traditionen Asiens. Dabei geht es um „Eurasischen Humanismus“ und „Interkulturelle Spiritualität“, zwei Begriffe, die immer wieder in den philosophischen Werken von Zotz vorkommen und mit denen er seine Ideen zu einer interkulturellen Philosophie und einem Dialog der Religionen bezeichnet. In der Verfassung von Komyoji heißt es diesbezüglich:
"Eurasischer Humanismus zielt im Dialog der philosophischen und kulturellen Überlieferungen Asiens und Europas nach einer der Epoche der Globalisierung gemäßen Orientierung aus transkultureller Perspektive. Interkulturelle Spiritualität entsteht aus der Begegnung der religiösen Überlieferungen Eurasiens. Das Erkennen von Gemeinsamkeiten und Differenzen ermöglicht eine gegenseitige inhaltliche und methodische Anregung im Respekt vor der Würde jeder einzelnen Tradition."
Komyoji veranstaltet internationale Kongresse, Tagungen und Seminare. Ein Bestandteil der Tätigkeit sind Ausbildungen, die zum Teil als Fernkurse möglich sind, darunter der „Grundkurs Buddhismus: Lehre und Praxis des Gautama“, der weiterführend auf Inhalten des Buchs Mit Buddha das Leben meistern von Volker Zotz aufgebaut ist.
Die von Komyoji durchgeführten Ausbildungen werden von verschiedenen Institutionen als Fort- und Weiterbildungen akzeptiert. So anerkennt die Österreichische Buddhistische Religionsgesellschaft Kurse von Komyoji als Module zur Ausbildung buddhistischer Religionslehrer für öffentliche Schulen in Österreich. Auch der Orden Arya Maitreya Mandala anerkennt die Kurse von Komyoji im Rahmen seiner Schulungen für Ordensmitglieder.
Neben dem Bildungsprogramm gibt Komyoji Publikationen heraus, darunter Bücher und die seit 1982 erscheinende Zeitschrift Damaru, die gemeinsam mit der Lama und Li Gotami Govinda Stiftung veröffentlicht wird und seit 2021 auch über eine Online-Ausgabe verfügt.